# Johannes Mario Simmel
Johannes Mario Simmel (Viena, 7 de abril de 1924 — Lucerna, 1 de janeiro de 2009), foi um escritor austríaco autor de vários romances.
Seu pai, Walter Simmel, um judeu alemão, era químico, e a mãe, Lisa Schneider, trabalhava no estúdio de cinema Wien-Film. Quando os nazistas anexaram a Áustria, em 1938, a família se mudou para a Inglaterra, mas Johannes e sua mãe acabaram voltando e passando os anos da guerra em Viena, enquanto o pai permaneceu em solo inglês.
Depois de se formar em engenharia química, trabalhou numa empresa de telecomunicações. E, no final da guerra, exerceu as funções de tradutor e intérprete para as autoridades norte-americanas, mas logo depois se voltou para o jornalismo. Em 1946, publicou seu primeiro livro de contos, Encontro no nevoeiro, muito bem recebido pela crítica por sua originalidade e linguagem poética. E, dois anos depois, o romance Amanhã é outro dia. Em 1950, se tornou correspondente na Europa e nos Estados Unidos para a revista Quick, sediada em Munique; nesse mesmo período começou a se estabelecer como escritor. Entre suas influências se encontram Hans Fallada, Graham Greene e Georges Simenon. O trabalho na revista lhe forneceu material para um de seus grandes sucessos, Matéria dos sonhos (1971). Na mesma época, passou a escrever roteiros para o cinema. 
Seu primeiro grande sucesso foi Nem só de caviar vive o homem (1960), best-seller que vendeu mais de trinta milhões de exemplares em todo o mundo e que lhe trouxe reconhecimento internacional.  O romance conta a história de como o banqueiro Thomas Lieven se transforma em agente secreto, tendo como pano de fundo a Segunda Guerra Mundial e as crescentes tensões entre a União Soviética e os Estados Unidos. A Segunda Guerra Mundial e a espionagem na Guerra Fria foram também temas de Pátria amada (1965), ambientada em Berlim logo após a construção do muro, e E Jimmy foi ao arco-íris (1970), um best-seller de setecentas páginas sobre um assassinato durante a guerra e o comércio de armas biológicas. Outros grandes sucessos foram Ninguém é uma ilha (1975), Ainda estamos vivos (1978) e Ocultos na escuridão (1985), além dos infantojuvenis Um ônibus do tamanho do mundo (1947), É proibido chorar (1948) e Mamãe não pode saber (1950).
Liberal e pacifista, ao mesmo tempo em que criou obras de grande apelo popular, J.M. Simmel não se furtou a discutir grandes problemas sociais. Manifestou muitas vezes sua opinião política por meio do enredo de seus romances, que ficaram conhecidos por fazer uma crônica do seu tempo e uma crítica à sociedade da época.
Recebeu diversos prêmios na Alemanha e na Áustria, e foi homenageado pela ONU por seu trabalho no combate ao racismo. Seu último romance foi Liebe ist die letzte Brücke (1999).
Ao longo de toda a carreira vendeu mais de 73 milhões de livros, traduzidos para mais de trinta idiomas. Graças a sua obra, que reúne mais de trinta romances, livros de contos e infantis, é um dos autores de maior sucesso em língua alemã do século XX. J.M. Simmel morreu na Suíça, em 1o de janeiro de 2009, aos 84 anos.